# Solenidae
Solenidae zijn een familie van tweekleppigen uit de orde Adapedonta.

## Taxonomie
De volgende geslachten zijn bij de familie ingedeeld:
- Neosolen Ghosh, 1920
- Solen Linnaeus, 1758
- Solena Mörch, 1853